# Arsenal M23
Pour les articles homonymes, voir Arsenal (homonymie).
L’Arsenal M23 est un pistolet-mitrailleur qui fut produit en petite série dans les années 1920. L'ingénieur Johannes Teiman en était le principal concepteur[réf. nécessaire]. Quelque 600 armes furent produites, dont certaines furent vendues à la Lettonie et, dans la seconde moitié des années 1930, à l'Espagne, où elles étaient utilisées lors de la guerre civile espagnole du côté républicain.

## Sources
- L'Encyclopédie de l'Armement mondial, par J. Huon (éditions Grancher, 7 tomes, 2011-2015).